# Vperiod (Tijoretsk, Krasnodar)
Vperiod (del ruso: Вперед) es un posiólok del raión de Tijoretsk del krai de Krasnodar, en Rusia. Está situado 25 km al este de Tijoretsk y 147 km al nordeste de Krasnodar, la capital del krai. No tenía población constante en 2010
Pertenece al municipio Ternóvskoye.

## Historia
Tiene su origen en una plataforma ferroviaria del ferrocarril TIjoretsk-Salsk.